# Texaský knižní velkosklad
Texaský knižní velkosklad či Texaský sklad školních učebnic (anglicky Texas School Book Depository), dnes Dallas County Administration Building, je dřívější název pro sedmipatrovou budovu nacházející se na předměstí Dallasu, stát Texas (USA). Adresa této budovy je 411 Elm Street, Dallas, TX 75202-3317.
Tato budova, postavená roku 1901, byla dříve využívána jako velkosklad školních knih a dalších učebních materiálů. Podle finální zprávy Warrenovy komise odtud 22. listopadu 1963 vypálil Lee Harvey Oswald, který zde pracoval jako brigádník, tři střely z okna v 6. patře budovy na projíždějící prezidentskou kolonu a způsobil smrtelné zranění americkému prezidentovi Johnu Fitzgeraldovi Kennedymu.
Na konci osmdesátých let město Dallas tuto budovu zakoupilo do svého vlastnictví a zrenovovalo 5 spodních podlaží, ve kterých zřídilo kanceláře pro okresní správu. Patra 6 a 7 jsou přístupná veřejnosti, v 6. patře bylo zřízeno Muzeum Sixth Floor věnující se okolnostem atentátu na Johna Fitzgeralda Kennedyho.